# 明托鎮區 (北達科他州卡弗利爾縣)
明托鎮區（英語：Minto Township）是位於美國北達科他州卡弗利爾縣的一個鎮區。

## 地方資料
明托鎮區的面積為92.81平方千米，當中陸地面積為90.43平方千米，而水域面積為2.38平方千米。根據2020年美國人口普查的數據，當地共有人口23人，而人口密度為每平方千米0.25人。